# Рабацино
Рабацино (пол. Rabacino, нім. Gröbenzin) — село в Польщі, у гміні Студзениці Битівського повіту Поморського воєводства.
Населення — 118 осіб (2011).
У 1975-1998 роках село належало до Слупського воєводства.

## Демографія
Демографічна структура станом на 31 березня 2011 року:
|          | Загалом | Допрацездатний вік | Працездатний вік | Постпрацездатний вік |
| -------- | ------- | ------------------ | ---------------- | -------------------- |
| Чоловіки | 64      | 12                 | 45               | 7                    |
| Жінки    | 54      | 13                 | 27               | 14                   |
| Разом    | 118     | 25                 | 72               | 21                   |